# Augusto da Costa
Augusto da Costa (Rio de Janeiro, 22 d'octubre de 1920 - 1 de març de 2004) fou un futbolista brasiler de la dècada de 1940.

## Trajectòria
Fou el capità de la selecció del Brasil que participà en el Mundial de 1950. Jugà un total de 20 partits amb la selecció, en els quals marcà un gol. Va jugar pel São Cristóvão, de 1936 a 1944. El 1945 ingressà al Vasco da Gama, club on es retirà el 1954.